# Ревизионная комиссия (Россия)
Ревизио́нная коми́ссия (ревизо́р) — орган внутреннего финансового контроля юридического лица, избираемый общим собранием участников (акционеров) хозяйственного общества не реже одного раза в год для контроля за финансово-хозяйственной деятельностью общества. Компетенция и численный состав ревизионной комиссии определяется уставом хозяйственного общества и законодательством Российской Федерации.
Ревизионная комиссия по собственной инициативе, инициативе общего собрания участников (акционеров) общества, совета директоров или участника (крупного акционера), а также в обязательном порядке перед проведением годового общего собрания осуществляет проверку финансово-хозяйственной деятельности хозяйственного общества, по результатам которой подтверждает достоверность данных, содержащихся в отчётности, а также обнародует информацию о выявленных нарушениях порядка ведения бухгалтерского учёта и предоставления финансовой отчётности.
В акционерном обществе, избрание членов ревизионной комиссии (ревизора) общества, является компетенцией годового общего собрания акционеров.
В государственном аппарате роль ревизионной комиссии выполняют органы финансового контроля, например, Счётная палата; так же граждане, путём объединений на основе самоуправления, могут создавать организации общественного контроля. Вот что говорит об этом руководитель аппарата Счётной Палаты Российской Федерации Сергей Шахрай:

Вот если условно представить, что Российская Федерация это открытое акционерное общество, в нём мы граждане — акционеры, в нём есть менеджеры, мы их избрали (президент, парламент, правительство), есть капитал — бюджет страны, но до сих пор никто не поставил вопрос, а где ревизионная комиссия? Пусть это несколько амбициозно, но «Российский Союз Налогоплательщиков», как неполитическая общественная организация, такой первый шажок создать самим акционерам ревизионное общество, чтобы следить, как наши менеджеры тратят наши налоги, потому что бюджет состоит из наших налогов.— Интервью с С. М. Шахраем «А куда, собственно, идут наши налоги?», 27.02.09 Известия, видео